# Roosevelt (Minnesota)
Roosevelt és una població dels Estats Units a l'estat de Minnesota. Segons el cens del 2000 tenia 166 habitants.

## Demografia
Segons el cens del 2000, Roosevelt tenia 166 habitants, 63 habitatges, i 48 famílies. La densitat de població era de 62,2 habitants per km².
Dels 63 habitatges en un 36,5% hi vivien nens de menys de 18 anys, en un 57,1% hi vivien parelles casades, en un 7,9% dones solteres, i en un 23,8% no eren unitats familiars. En el 17,5% dels habitatges hi vivien persones soles el 3,2% de les quals corresponia a persones de 65 anys o més que vivien soles. El nombre mitjà de persones vivint en cada habitatge era de 2,63 i el nombre mitjà de persones que vivien en cada família era de 3,02.
Per edats la població es repartia de la següent manera: un 26,5% tenia menys de 18 anys, un 9% entre 18 i 24, un 31,9% entre 25 i 44, un 24,7% de 45 a 60 i un 7,8% 65 anys o més.
L'edat mediana era de 39 anys. Per cada 100 dones de 18 o més anys hi havia 114 homes.
La renda mediana per habitatge era de 31.875 $ i la renda mediana per família de 35.625 $. Els homes tenien una renda mediana de 27.292 $ mentre que les dones 23.036 $. La renda per capita de la població era de 15.656 $. Entorn del 8,5% de les famílies i el 12,5% de la població estaven per davall del llindar de pobresa.

## Poblacions més properes
El següent diagrama mostra les poblacions més properes.